# Fortezza di Askeran

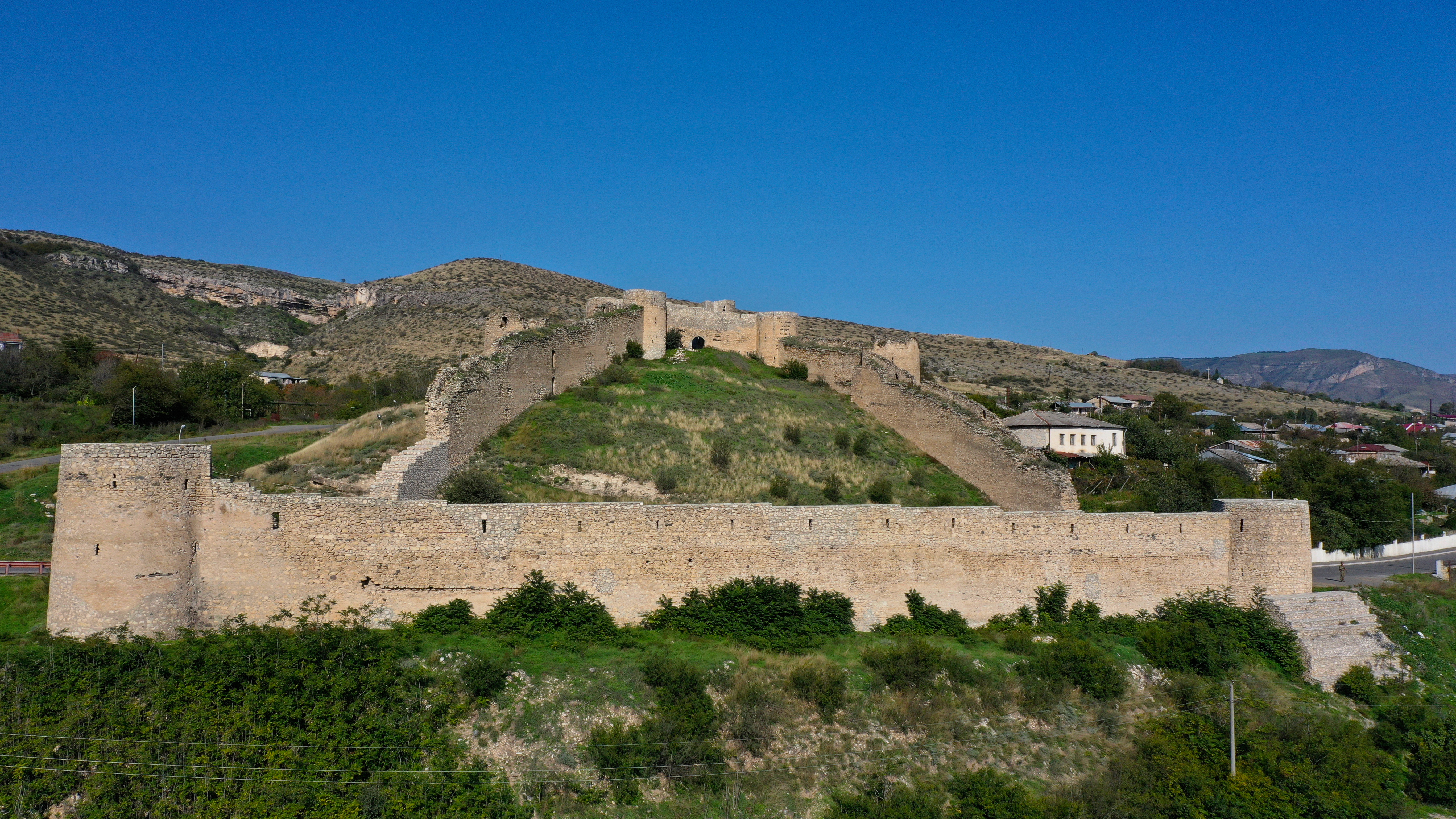
La fortezza di Askeran

La fortezza di Askeran  (in armeno Ասկերանբերդ) si trova in Azerbaigian, nel territorio della ex omonima regione della repubblica del Nagorno Karabakh (1992-2024), nei pressi del capoluogo, a una quindicina di chilometri a est della capitale Step'anakert.
È conosciuta anche con il nome di Mayraberd (in armeno Մայրաբերդ) da non confondersi però con l'omonima fortezza che si trova nella regione di Martowni.
La fortezza di Askeran sorge sulle sponde del fiume Karkar e viene fatta risalire al X secolo ma è stata rimaneggiata e ingrandita dai persiani nel XVII secolo durante il khanato di Panah Ali Khan.
Durante la guerra russo-persiana (1804-1813) fu usata coma accampamento russo e lì furono condotte le trattative di pace. Durante la prima guerra del Nagorno Karabakh fu utilizzata come quartier militare dall'Esercito di difesa del Nagorno Karabakh.

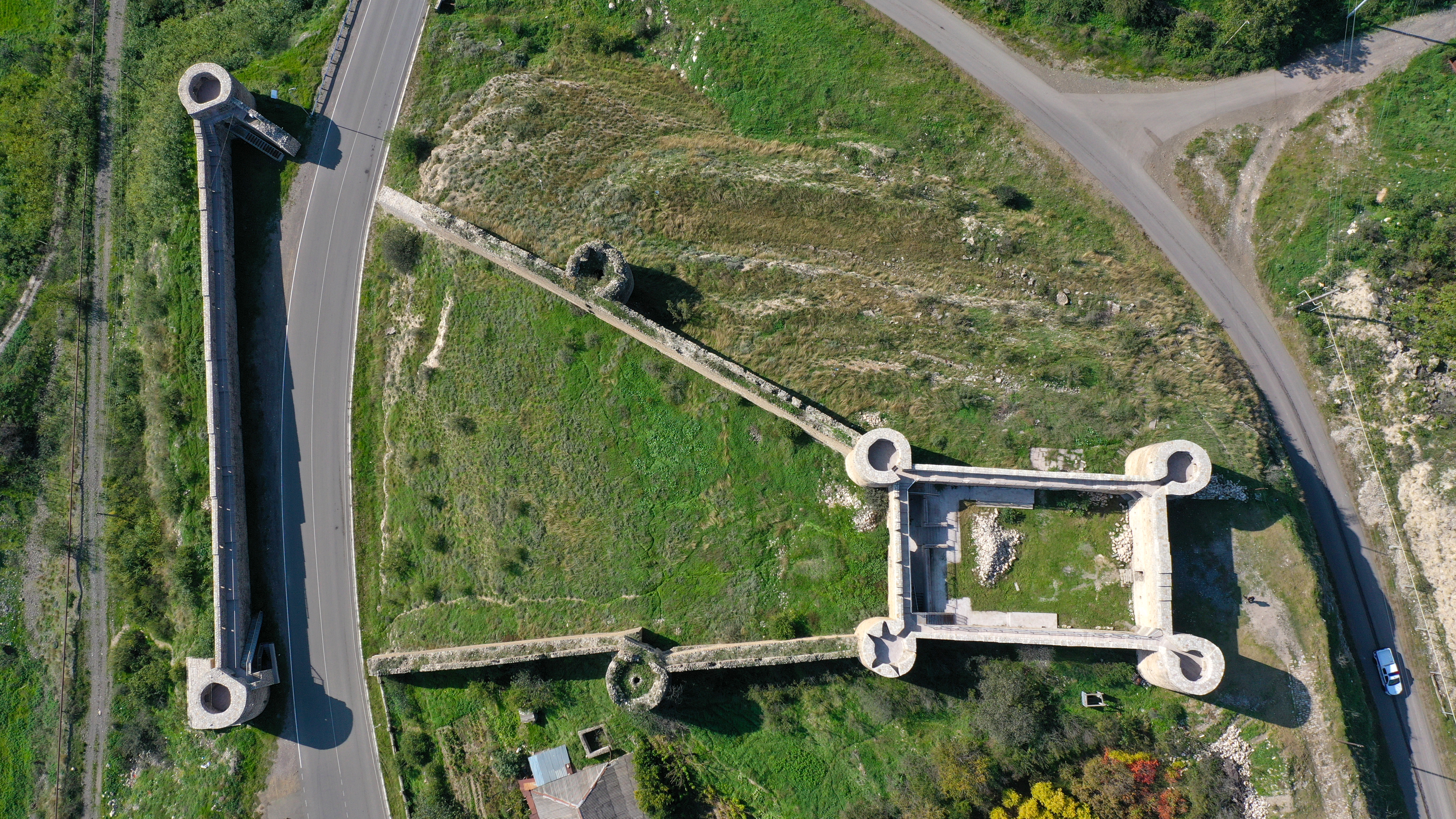
La fortezza di Askeran

## Struttura architettonica
Il forte Askeran (che in turco significa "arsenale") presenta alte torri costruite con piccole pietre di fiume rinforzate con la calce e un doppio giro di spesse mura (alte nove metri e larghe due) con numerosi passaggi e corridoi di collegamento; da due lati è chiuso dalla valle del fiume.
Il sistema difensivo si allungava per quasi un chilometro e mezzo lungo il corso del Karkar e aveva reso Askeran uno strategico baluardo difensivo che, non a caso, venne ripetutamente utilizzato nel corso dei secoli.